# كريستوف ألبرشت
كريستوف ألبرشت (بالألمانية: Christoph Albrecht)‏ هو عالم موسيقى وملحن ألماني، ولد في 4 يناير 1930 في سالزفيدل في ألمانيا، وتوفي في 24 سبتمبر 2016 في برلين في ألمانيا.

## وصلات خارجية
- كريستوف ألبرشت على موقع ميوزك برينز (الإنجليزية)
- كريستوف ألبرشت على موقع ديسكوغز (الإنجليزية)